# متسو

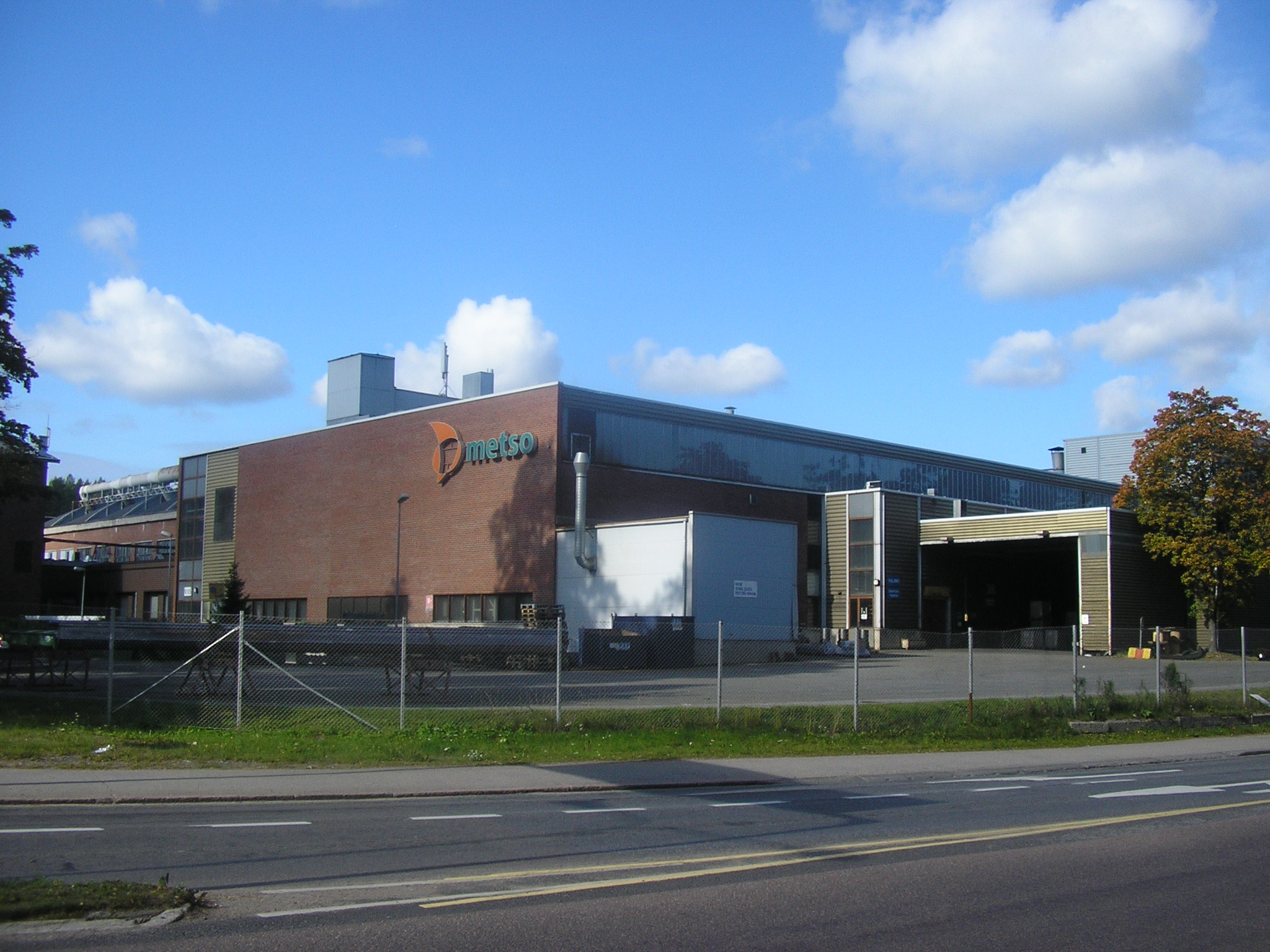
کارخانه متسو، در جیواسکیلا، فنلاند

متسو (به فنلاندی: Metso Oyj) شرکت فنلاندی تولیدکننده ماشین‌آلات صنعتی بود، که در سال ۱۹۹۹ پس از ادغام شرکت‌های والمت و راوما تأسیس شد.
شرکت متسو انواع ماشین‌آلات موردنیاز در استخراج معادن، ساخت‌وساز، کارخانجات تولید کاغذ، تولید برق، تولید نفت‌وگاز تولید و عرضه می‌نمود.
شمار کارکنان شرکت متسو در سال ۲۰۱۸ بالغ بر ۱۳٬۰۰۰ نفر برآورد شد، که در بیش از ۵۰ کشور جهان فعالیت می‌کردند. دفتر مرکزی این شرکت، در شهر هلسینکی، فنلاند قرار داشت. این شرکت در سال ۲۰۲۰ به سه شرکت والمت، نلس و متسو اوتوتک تجزیه گشت.